# Maryna Čerňaková
Maryna Mykolajivna Čerňaková (* 26. března 1988 Záporoží) je ukrajinská zápasnice – judistka a sambistka.

## Sportovní kariéra
S judem/sambem začínala ve 12 letech v rodném Záporoží. Judu se věnuje i její sestra dvojče Inna. V ukrajinské ženské judistické reprezentaci se pohybuje od roku 2008 v superlehké váze do 48 kg. V roce 2012 se na olympijské hry v Londýně nekvalifikovala. Od roku 2014 se pravidelně umisťuje na předních příčkách turnajů. V roce 2016 se přímo kvalifikovala na olympijské hry v Riu, kde vypadla ve druhém kole s Maďarkou Évou Csernoviczkou.

### Vítězství
- 2008 – 1x světový pohár (Baku)
- 2013 – 1x světový pohár (Minsk)
- 2014 – 1x světový pohár (Varšava)
- 2015 – 1x světový pohár (Tbilisi)

## Výsledky
| Olympijské hry     |     |    | —   |     |    |     | —   |     |    |    | úč. |     |    |  |  |  |  |  |  |  |  |  |  |  |  |
| Mistrovství světa  |     | —  |     | —   | —  | úč. |     | úč. | 7. | 5. |     | úč. |    |  |  |  |  |  |  |  |  |  |  |  |  |
| Evropské hry       |     |    |     |     |    |     |     |     |    | 5. |     |     |    |  |  |  |  |  |  |  |  |  |  |  |  |
| Mistrovství Evropy | —   | —  | —   | —   | —  | úč. | úč. | úč. | 3. | 5. | úč. | 5.  | 3. |  |  |  |  |  |  |  |  |  |  |  |  |
| ME do 23 let       | úč. | 7. | úč. | úč. | 3. |     |     |     |    |    |     |     |    |  |  |  |  |  |  |  |  |  |  |  |  |
| MS juniorů         | —   |    |     |     |    |     |     |     |    |    |     |     |    |  |  |  |  |  |  |  |  |  |  |  |  |
| ME juniorů         | —   | 7. |     |     |    |     |     |     |    |    |     |     |    |  |  |  |  |  |  |  |  |  |  |  |  |